# 包攬訴訟
包攬訴訟（英語：Champerty）在香港是刑事罪行，原意是要保護律師這個專業及使沒有律師資格的人（unqualified person）不能與律師競爭，以確保客戶的利益也受到保護。
根據香港終審法院在 Winnie Lo v. HKSAR (2012) 15 HKCFAR16 的判決，包攬訴訟的定義，用一般市民的字眼來形容，是指有人干涉一場訴訟並瓜分賠償。
所以刑事包攬訴訟的定義包括以下兩個要素：
1. 訴訟代理人不成功不收費；及
2. 瓜分客戶的賠償：意思是按百分比收取法庭所判決出來的賠償金額，沒有按照律師的工作時數收取律師費。只是按時收費的律師就算不先收費也不是包攬訴訟。
在香港進行訴訟，律師的收費是按照律師的工作時數（hourly rate）收取律師費。一般來說，法庭會命令訴訟的敗方賠償勝方應得的賠償及律師費。律師行是可以不預先收取律師費，在沒有瓜分賠償的情況下只收按時計算的律師費在法律上不是包攬訴訟。
香港的司法制度及法治是建基於公正的法官在訴訟雙方持不同意見的律師的協助下就每一個案件仔細地分析案情，再作出公平的判決。律師本身不是法官，只要表面證據成立，律師就有責任幫助客戶處理申訴案件，而決定是否賠償則是由法庭裁決。
包攬訴訟除了可處罰款，亦可被判最高7年的有期徒刑。